# Edwin Diller Starbuck
Edwin Diller Starbuck (20. února 1866 – 18. listopadu 1947) byl americký psycholog, jedním z prvních, kteří se začali zajímat o psychologii náboženství. Spolu se svým kolegou Jamesem Henry Leubou podnikl výzkum formou dotazníků, který měl poukázat na spojitosti mezi věkem člověka a náboženskými konverzemi. Výsledkem bylo zjištění, že u mladých lidí jsou možnosti náboženské konverze mnohem častější, než u lidí pokročilého věku. Jejich studie pak vyšla pod názvem A Study in the Psychology of Religious Phenomena (Studium psychologie náboženských jevů).